# Santa Cruz de Lorica
Santa Cruz de Lorica est une municipalité située dans le département de Córdoba, en Colombie.